# Янко Русев
Янко Русев (1 грудня 1958) — болгарський важкоатлет.
Олімпійський чемпіон 1980 року в категорії 67,5 кг.
Чемпіон світу 1978 (67,5 кг), 1979 (67,5 кг), 1980 (67,5 кг), 1981 (75 кг), 1982 (75 кг), 1978 (67,5 кг) років, срібний призер 1977 (60 кг), 1977 (67,5 кг) років.
Чемпіон Європи 1978 (67,5 кг), 1979 (67,5 кг), 1980 (67,5 кг), 1981 (75 кг), 1982 (75 кг) років, срібний призер 1977 (60 кг), 1983 (67,5 кг) років. Почесний громадянин Софії.